# Blue Collar (album)
Pour les articles homonymes, voir Blue Collar.
Albums de Rhymefest
El Che
(2010)
Singles
1. Dynomite (Going Postal)
Sortie : 14 mars 2004
2. Brand New
Sortie : 6 septembre 2006

Blue Collar est le premier album studio de Rhymefest, sorti le 11 juillet 2006.
L'album s'est classé 10e au Top R&B/Hip-Hop Albums et 61e au Billboard 200.

## Liste des titres
| No  | Titre                                               | Contient un (des) sample(s) de | Durée |
| --- | --------------------------------------------------- | --- | ----- |
| 1.  | Feel Free (Intro) (featuring Q-Tip)                 | | 1:11  |
| 2.  | Dynomite (Going Postal)                             | We Will Always Be Togethe des Whatnauts The Black Prince Has Arrived de Jimmie Walker                                                          | 3:50  |
| 3.  | Brand New (featuring Kanye West)                    | The Dap Dip de Sharon Jones & the Dap-Kings Pick It Up, Lay It in the Cut de Sharon Jones & the Dap-Kings                                      | 3:40  |
| 4.  | Fever                                               | Fever de La Lupe | 3:48  |
| 5.  | All I Do                                            | Ain't That (Mellow, Mellow) de Willie Hutch | 3:27  |
| 6.  | Get Down                                            | | 3:02  |
| 7.  | More (featuring Kanye West)                         | | 4:12  |
| 8.  | Chicago-Rillas (featuring Mikkey et Bump J)         | | 4:27  |
| 9.  | Stick                                               | Take Me to the Mardi Gras de Bob James | 3:31  |
| 10. | All Girls Cheat (featuring Mario)                   | Think of Your Thoughts as Children de Philippe Wynne Footsteps in the Dark des Isley Brothers Hate It or Love It de The Game featuring 50 Cent | 4:13  |
| 11. | Devil's Pie                                         | Someday des Strokes | 4:51  |
| 12. | Sister (featuring Mike Payne)                       | Intimate Friends d'Eddie Kendricks | 3:54  |
| 13. | Mr. Blue Collar (Interlude) (featuring Malik Yusef) | | 2:01  |
| 14. | Bullet (featuring Citizen Cope)                     | Bullet and a Target de Citizen Cope | 4:00  |
| 15. | Tell a Story                                        | You Don't Have to Be Alone de The New Birth One d'Harry Nilsson                                                                                | 4:30  |
| 16. | Build Me Up (featuring Ol' Dirty Bastard)           | Build Me Up Buttercup des Foundations | 3:46  |

| 17. | Down by Law (featuring Chris Thomas King) | 3:08 |